# Tessaria integrifolia

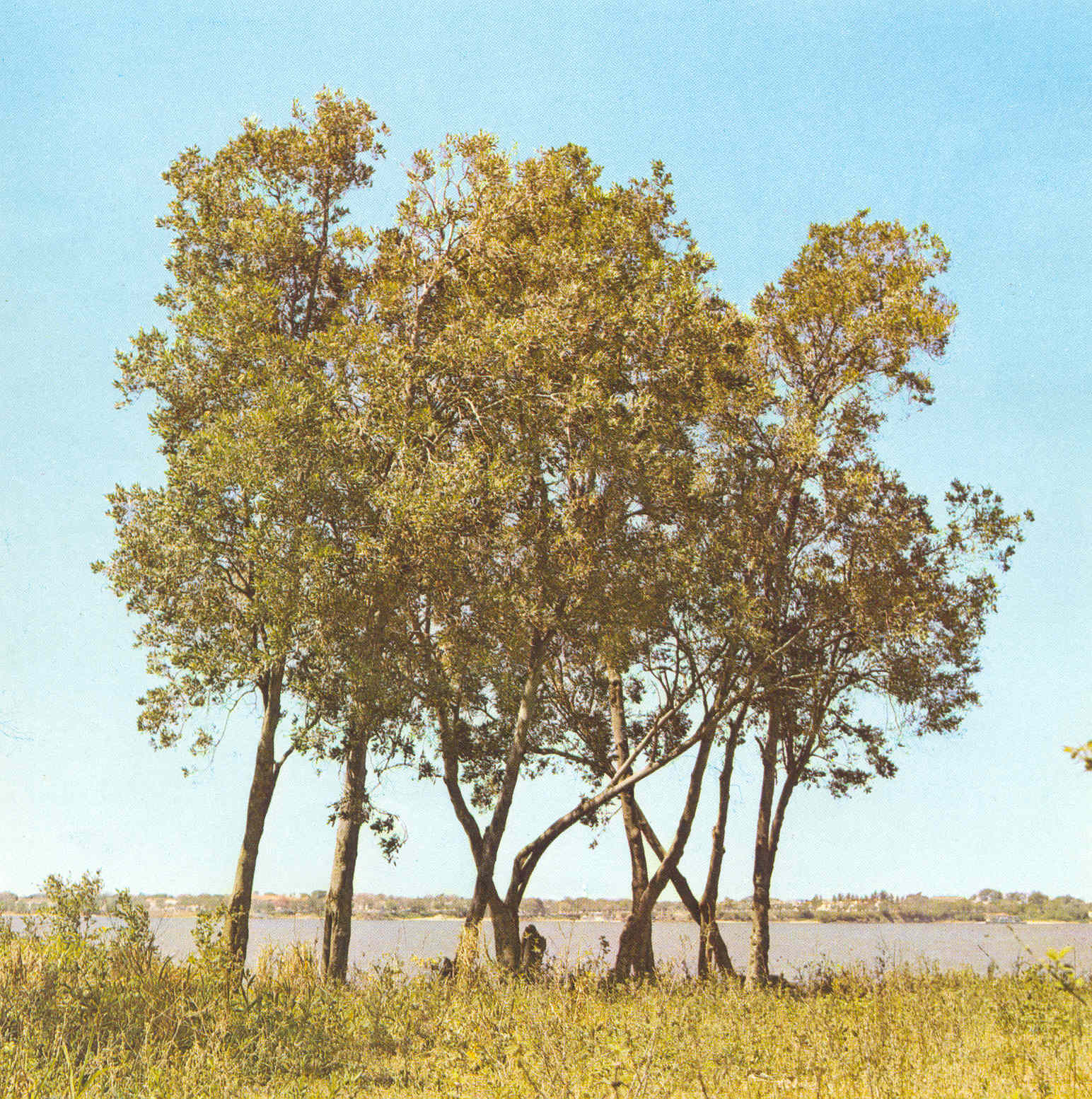
Tessaria integrifolia

Tessaria integrifolia est une plante de la famille des Asteraceae. C'est un arbre de hauteur moyenne, atteignant 5 à 9 m de haut, de couronne étroite et de feuillage gris-vert. Il est endémique de l'Argentine, du Brésil, du Paraguay, du Pérou et de l'Uruguay. Il pousse sur les berges des rivières, particulièrement dans les deltas de la savane inondable du Paraná. C'est une espèce pionnière qui se développe rapidement sur les bancs de sable.
Il forme des massifs ou bosquets tantôt homogènes, tantôt associé à Salix humboldtiana (nom local : sarandí) ou Baccharis salicifolia (nom local : chilca, chilca blanca). En forêt humide, il est accompagné par des champignons et lichens.

## Noms
En Argentine, il est connu sous différents noms : palo bobo,, aliso, bobo, pájaro bobo et, en guarani, büibé. Il est aussi appelé sauce de Venezuela (« saule du Venezuela »).

## Sous-espèces
On connaît trois sous-espèces : Tessaria integrifolia ambigua, T. integrifolia integrifolia et T. integrifolia polyandra.

## Usages
C'est une plante à racines vivaces qui peut être utilisée pour fixer les dunes.
En médecine traditionnelle, l'infusion de feuilles et de branches est utilisée contre la toux et les infections urinaires. On peut aussi en mastiquer l'écorce pour soulager les maux de dents.